# Logan (film)
Logan is een Amerikaanse superheldenfilm uit 2017, geregisseerd door James Mangold. De hoofdrol wordt vertolkt door Hugh Jackman als het Marvel Comics-personage Wolverine.
De film werd geproduceerd door Marvel Entertainment, TSG Entertainment en The Donners' Company en gedistribueerd door 20th Century Fox. Het is de tiende film in de X-Men-filmserie en de derde film in de Wolverine-serie na X-Men Origins: Wolverine (2009) en The Wolverine (2013). De film is geïnspireerd op het stripverhaal Old Man Logan van Mark Millar en Steve McNiven, die gaat over Logan, die een laatste avontuur beleeft in een post-apocalyptische toekomst. De film ging op 17 februari in première op het internationaal filmfestival van Berlijn.

## Verhaal
Het is 2029 en er is al 25 jaar geen mutant meer geboren. Logan is op leeftijd en zijn gave om versneld te helen werkt amper nog. Hij doet dienst als chauffeur van een limousine om aan geld te komen en zorgt samen met Caliban voor de oude en zieke Charles Xavier. Die moet op uur en tijd medicijnen slikken. Zo niet, dan krijgt hij toevallen waarbij zijn telepathische gaven voor verwoestende gevolgen in de wijde omtrek zorgen.
Logan wil een boot kopen om zich hier samen met Xavier op te vestigen. Hij komt alleen tienduizenden dollars tekort om die te kunnen betalen. Daarom gaat hij met tegenzin in op een aanbod van Gabriela López. Zij is een voormalig verpleegkundige van het biotechnologische bedrijf Alkali-Transigen. Dat creëerde kinderen met speciale gaven om die in te kunnen zetten als wapen. Toen het te moeilijk bleek om de kinderen onder controle te houden, werden ze vernietigd. López is er toen vandoor gegaan en heeft daarbij een aantal van de kinderen geholpen om te ontkomen. Ze biedt Logan 50.000,- dollar aan om haar en het kleine meisje Laura naar de grens met Canada te brengen. Daar zou een toevluchtsoord genaamd Eden zijn.
Wanneer Logan met de twee op pad wil, blijkt López vermoord. De dader is Donald Pierce, die als leider van een team cyborgs voor Alkali-Transigen werkt. Hij is op zoek naar Laura. Het meisje blijkt gaven te hebben die op die van Logan lijken. Zij heeft behalve aan haar handen bovendien ook uitschuifbare adamantium klauwen aan haar voeten. Logan en Laura ontkomen al vechtend samen met Xavier aan Pierce en zijn mannen. Caliban wordt gevangen genomen. Xavier vertelt Logan dat Laura werd gemaakt met zijn DNA. Pierce en zijn manschappen sporen Logan en Laura op in Oklahoma City, maar ze ontkomen opnieuw. Ze kunnen deze keer gebruikmaken van een toeval van Xavier, die hun aanvallers machteloos maakt.
Logan, Xavier en Laura helpen boer Will Munson na een verkeersongeluk. De man nodigt de drie daarop uit om te komen eten bij hem en zijn gezin thuis. Pierce krijgt intussen hulp van Zander Rice. Hij is de zoon van Dale Rice, die betrokken was bij het Weapon X-programma. Rice besluit om X-24 in te zetten, een willoze kloon van Logan op zijn lichamelijke top. X-24 vermoordt Xavier en Munsons familie en neemt Laura mee. Munson voorkomt dat hij haar naar Pierce kan brengen door X-24 te rammen met zijn pick-up truck. Logan en Laura kunnen er hierdoor opnieuw vandoor.
Eden blijkt te bestaan. Een groep speciaal begaafde kinderen onder leiding van Rictor bereidt zich hier voor om de grens met Canada over te steken. Laura vindt een kogel van adamantium, die Logan bij zich droeg. Wanneer Pierce en zijn manschappen de kinderen vinden, neemt Logan het serum dat hij van Rictor heeft gekregen in één keer volledig in. Hierdoor werken zijn helende gave en fysieke vermogens tijdelijk weer naar behoren. Zo verslaat hij samen met Laura vrijwel al Pierce's manschappen. Rice vertelt Logan dat er al die tijd al geen mutanten meer worden geboren vanwege genetisch gemanipuleerde gewassen die Alkali-Transigen ontwikkeld en wereldwijd verspreid heeft. Logan schiet Rice neer. De kinderen verslaan samen Pierce en de laatsten van zijn manschappen. X-24 is Logan echter opnieuw de baas en spietst hem op een boomtak. Laura schiet X-24 door het hoofd met de adamantium kogel en schakelt die zo definitief uit.
Logan draagt Laura op om zich niet als wapen te laten gebruiken. Vlak voor hij overlijdt, erkent ze hem als haar vader. Nadat de kinderen en zij hem hebben begraven, zet ze de gekruiste takken bij zijn graf scheef, zodat die een X vormen.

## Rolverdeling
| Acteur              | Personage                    |
| ------------------- | ---------------------------- |
| Hugh Jackman        | Logan / Wolverine & X-24     |
| Patrick Stewart     | Charles Xavier / Professor X |
| Dafne Keen          | Laura Kinney / X-23          |
| Boyd Holbrook       | Donald Pierce                |
| Richard E. Grant    | Zander Rice                  |
| Stephen Merchant    | Caliban                      |
| Doris Morgado       | Maria                        |
| Elizabeth Rodriguez | Gabriela López               |
| Eriq La Salle       | Will Munson                  |
| Quincy Fouse        | Nate Munson                  |
| Elise Neal          | Kathryn Munson               |
| Jason Genao         | Rictor                       |
| Hannah Westerfield  | Rebecca                      |
| Bryant Tardy        | Bobby                        |
| Ashlyn Casalegno    | Charlotte                    |
| Alison Fernandez    | Delilah                      |
| Parker Lovein       | Lizard Boy                   |